# Kristine Quance
Kristine Quance (* 1. April 1975 in Northridge) ist eine ehemalige US-amerikanische Schwimmerin.
Bei den Olympischen Spielen 1996 in Atlanta wurde sie mit der 4 × 100-m-Lagenstaffel der USA Olympiasiegerin, obwohl sie nur in den Vorläufen eingesetzt wurde. Im Finale schwamm Amanda Beard für sie. Bei den pazifischen Meisterschaften 1997 gewann sie den Titel über 200 m Lagen und 400 Lagen sowie Silber über 200 m Schmetterling. Im gleichen Jahr wurde sie zu Amerikas Schwimmerin des Jahres gewählt.
Nach ihrer Karriere wurde sie Schwimmtrainerin.